# Văleni (okręg Aluta)
Văleni – wieś w Rumunii, w okręgu Aluta, w gminie Văleni. W 2011 roku liczyła 1615 mieszkańców. 